# لاوريل بارك (كارولاينا الشمالية)
لاوريل بارك (بالإنجليزية: Laurel Park, North Carolina)‏ هي بلدة أمريكية تقع في الولايات المتحدة في مقاطعة هينديرسون، كارولاينا الشمالية. يقدر عدد سكانها بـ 2,180 نسمة ومساحتها 7.0 كم2 وترتفع عن سطح البحر 727 متر.

## التركيبة السكانية
حدّد مكتب تعداد الولايات المتحدة بيانات التركيبة السكانية للاوريل بارك في تعداد الولايات المتحدة. في ما يلي، التركيبة السكانية حسب تعدادي 2000 و2010.

### تعداد عام 2000
بلغ عدد سكان لاوريل بارك 1,835 نسمة بحسب تعداد عام 2000، وبلغ عدد الأسر 930 أسرة وعدد العائلات 606 عائلة مقيمة في البلدة. في حين سجلت الكثافة السكانية 251 نسمة لكل كيلومتر مربع (650.1/ميل2). وبلغ عدد الوحدات السكنية 1,115 وحدة بمتوسط كثافة قدره 152.5 لكل كيلومتر مربع (395.0/ميل2).
وتوزع التركيب العرقي للبلدة بنسبة 98.47% من البيض و0.49% من الأمريكيين الأفارقة و0.05% من الأمريكيين الأصليين و0.27% من الأمريكيين ذوي الأصول الآسيوية و0.05% من الأعراق الأخرى و0.65% من عرقين مختلطين أو أكثر و0.54% من الهسبانيون أو اللاتينيون من أي عرق.
بلغ عدد الأسر 930 أسرة كانت نسبة 14.8% منها لديها أطفال تحت سن الثامنة عشر تعيش معهم، وبلغت نسبة الأزواج القاطنين مع بعضهم البعض 60.2% من أصل المجموع الكلي للأسر، ونسبة 4.4% من الأسر كان لديها معيلات من الإناث دون وجود شريك،  بينما كانت نسبة 0.5% من الأسر لديها معيلون من الذكور دون وجود شريكة وكانت نسبة 34.8% من غير العائلات. تألفت نسبة 31.5% من أصل جميع الأسر من عدة أفراد يعيشون في نفس المنزل ونسبة 18.5% كانت تتألف من شخص يعيش بمفرده يبلغ من العمر 65 عاماً أو أكثر. وبلغ متوسط حجم الأسرة المعيشية 1.97، أما متوسط حجم العائلات فبلغ 2.42.
بلغ العمر الوسطي للسكان 58.6 عاماً. وكانت نسبة 12.7% من القاطنين تحت سن الثامنة عشر، وكانت نسبة 2.6% بين الثامنة عشر والرابعة والعشرين عاماً، ونسبة 16.4% كانت واقعةً في الفئة العمرية ما بين الخامسة والعشرين والرابعة والأربعين عاماً، ونسبة 28% كانت ما بين الخامسة والأربعين والرابعة والستين، ونسبة 40.1% كانت ضمن فئة الخامسة والستين عاماً فما فوق. يوجد لكل 100 أنثى 81.4 ذكر، ويوجد لكل 100 أنثى في الثامنة عشر من عمرها فما فوق 79.1 ذكر.
بلغ متوسط دخل الأسرة في البلدة 52,813 دولارًا، أما متوسط دخل العائلة فبلغ 59,118 دولارًا. وكان متوسط دخل الذكور 49,853 دولارًا مقابل 29,750 دولارًا للإناث. وسجل دخل الفرد الخاص بالبلدة 35,749 دولارًا. وكانت نسبة 2.2% من العائلات ونسبة 3.3% من السكان تحت خط الفقر، وكان من هؤلاء نسبة 5.8% تحت سن الثامنة عشر ونسبة 2.8% في الخامسة والستين من العمر وما فوق.

### تعداد عام 2010
بلغ عدد سكان لاوريل بارك 2,180 نسمة بحسب تعداد عام 2010، وبلغ عدد الأسر 1,074 أسرة وعدد العائلات 630 عائلة مقيمة في البلدة. في حين سجلت الكثافة السكانية 298.2 نسمة لكل كيلومتر مربع (772.3/ميل2). وبلغ عدد الوحدات السكنية 1,438 وحدة بمتوسط كثافة قدره 196.7 لكل كيلومتر مربع (509.5/ميل2).
وتوزع التركيب العرقي للبلدة بنسبة 96.19% من البيض و1.56% من الأمريكيين الأفارقة و0.14% من الأمريكيين الأصليين و0.32% من الأمريكيين ذوي الأصول الآسيوية و0.09% من سكان جزر المحيط الهادئ و0.83% من الأعراق الأخرى و0.87% من عرقين مختلطين أو أكثر و2.61% من الهسبانيون أو اللاتينيون من أي عرق.
بلغ عدد الأسر 1,074 أسرة كانت نسبة 15.3% منها لديها أطفال تحت سن الثامنة عشر تعيش معهم، وبلغت نسبة الأزواج القاطنين مع بعضهم البعض 51.5% من أصل المجموع الكلي للأسر، ونسبة 5.5% من الأسر كان لديها معيلات من الإناث دون وجود شريك،  بينما كانت نسبة 1.7% من الأسر لديها معيلون من الذكور دون وجود شريكة وكانت نسبة 41.3% من غير العائلات. تألفت نسبة 37% من أصل جميع الأسر من عدة أفراد يعيشون في نفس المنزل ونسبة 24.7% كانت تتألف من شخص يعيش بمفرده يبلغ من العمر 65 عاماً أو أكثر. وبلغ متوسط حجم الأسرة المعيشية 1.92، أما متوسط حجم العائلات فبلغ 2.46.
بلغ العمر الوسطي للسكان 61.6 عاماً. وكانت نسبة 12.2% من القاطنين تحت سن الثامنة عشر، وكانت نسبة 3% بين الثامنة عشر والرابعة والعشرين عاماً، ونسبة 12.8% كانت واقعةً في الفئة العمرية ما بين الخامسة والعشرين والرابعة والأربعين عاماً، ونسبة 29.6% كانت ما بين الخامسة والأربعين والرابعة والستين، ونسبة 42.4% كانت ضمن فئة الخامسة والستين عاماً فما فوق. وتوزع التركيب الجنسي للسكان بنسبة 44.2% ذكور و55.8% إناث.